# ギリシャのユーロ硬貨

ユーロのシンボル

ギリシャのユーロ硬貨（ギリシャのユーロこうか）では、ギリシャにおけるユーロ硬貨について記述する。
ユーロ (EUR, €) は、欧州連合に加盟しているギリシャを含む多くの国で使われている通貨である。
ユーロ硬貨の片面はユーロ圏全域共通のデザイン、もう片面は各国の独自のデザインとなっている。各国共通の表面の詳細はユーロ硬貨を参照。2ユーロ硬貨以外の縁（へり）のデザインもまた、全域で共通である。独自デザインとされている裏面も、欧州連合を象徴する12個の星と発行年を西暦で表示することは共通である。
ギリシャのユーロ硬貨は8種類の硬貨とも異なったデザインを採用している。またギリシャの硬貨ではユーロセントの代わりに、従来通りのレプタという補助単位を使用しているので、硬貨の独自面にはΛΕΠΤΑの表記がある。
| € 0.01                                                       | € 0.02                                                            | € 0.05                                                                            |
|                                                              |                                                                   |                                                                                   |
| アテナイの三段櫂船 （紀元前5世紀）                           | コルベット艦 （19世紀）                                           | タンカー船 （現代）                                                               |
| € 0.10                                                       | € 0.20                                                            | € 0.50                                                                            |
|                                                              |                                                                   |                                                                                   |
| リガス・フェレオス （詩人・革命家、1757-1798）               | カポディストリアス （政治家、1776-1831）                          | ヴェニゼロス （政治家、1864-1936）                                                |
| € 1.00                                                       | € 2.00                                                            | € 2 の縁（へり）                                                                  |
|                                                              |                                                                   | € 2 硬貨の側面部には、ギリシャ語によるギリシャの国名と1つの星印が刻印されている。 |
| フクロウが描かれている紀元前5世紀古代アテナイの4ドラクマ銀貨 | 雄牛に姿を変えたゼウスに連れ去られるエウローペー （ギリシア神話） |                                                                                   |